# Andy Bell (musicien)
Pour les articles homonymes, voir Bell et Andy Bell.
Andy Bell est né à Cardiff, au pays de Galles (Royaume-Uni), le 11 août 1970.

## Biographie
La carrière musicale d'Andy Bell commence dès 1988 avec Ride, groupe phare (avec My Bloody Valentine et Slowdive) du shoegazing. Le quartet formé autour du noyau créateur Andy Bell / Mark Gardener produit une formule simplifiée, nettement plus pop, de la musique de Kevin Shields. Le groupe produit quatre albums pour lesquels Andy Bell produit de nombreuses chansons dont Close My Eyes avant que les tensions entre les deux leaders soient trop fortes et que le groupe ne se sépare en 1995.
Sur les conseils d'Alan McGee, Andy Bell forme alors Hurricane #1 (en), signé chez Creation. Le groupe sort deux albums qui ne rencontrent pas le succès escompté malgré les efforts de Bell qui écrit, produit, chante et joue de la guitare. Andy part alors vivre avec sa femme Idha, excellente chanteuse et dont il a une fille Leia (qui s'appellerait ainsi d'après l'héroïne de Star Wars).
Andy Bell rejoint Oasis en tant que bassiste en 1999 après le départ de Guigsy. Son apport n'est pas seulement technique puisqu'il compose cinq titres pour le groupe : A Quick Peep (court instrumental de transition sur Heathen Chemistry) Thank You For The Good Times en face B du single Stop Crying Your Heart Out, Turn Up The Sun et Keep The Dream Alive sur Don't Believe the Truth, et enfin The Nature Of Reality sur Dig Out Your Soul.
Andy Bell avait joué dans un groupe en 1995 avec un certain Alan White avant que celui-ci ne devienne membre d'Oasis.
Andy Bell poursuit sa carrière musicale après la séparation d'Oasis au sein de Beady Eye, avec trois anciens membres d'Oasis - Liam Gallagher, Gem Archer et Chris Sharrock. Le groupe se sépare en 2014 après la sortie de deux albums.

## Discographie

### Albums studio
- 2020 - The View From Halfway Down (Sonic Cathedral)
- 2021 - Flicker (Sonic Cathedral)
- 2025 - Pinball Wanderer (Sonic Cathedral)

### Compilations
- 2021 - Another View (Compilation des 3 EP sortis en 2021) (Sonic Cathedral)
- 2023 - Strange Loops & Outer Psych (Reprises, remixes, versions acoustiques, version instrumentale) (Sonic Cathedral)

### Collaborations
Andy Bell & Masal
- 2023 - Tidal Love Numbers (Sonic Cathedral)